# Les Reines de Perse aux pieds d'Alexandre
Les Reines de Perse aux pieds d'Alexandre (dit aussi La Famille de Darius) est un tableau de Charles Le Brun, réalisé en 1660-1661, qui représente Alexandre le Grand après sa victoire découvrant les reines de Perse dans la tente de la famille de Darius. Le tableau, restauré à de nombreuses reprises, est conservé au château de Versailles.
Il constitue l'une des œuvres les plus importantes du XVIIe siècle français et influencera tous les peintres européens tout au long du XVIIIe siècle.

## La description de Félibien
En 1663, André Félibien donne une notice détaillée de la description du tableau, où il analyse la manière dont Charles Le Brun a composé son tableau. Cette étude permet de mieux saisir la démarche du peintre, qui fait fonction de véritable archéologue.

## L'expression des passions

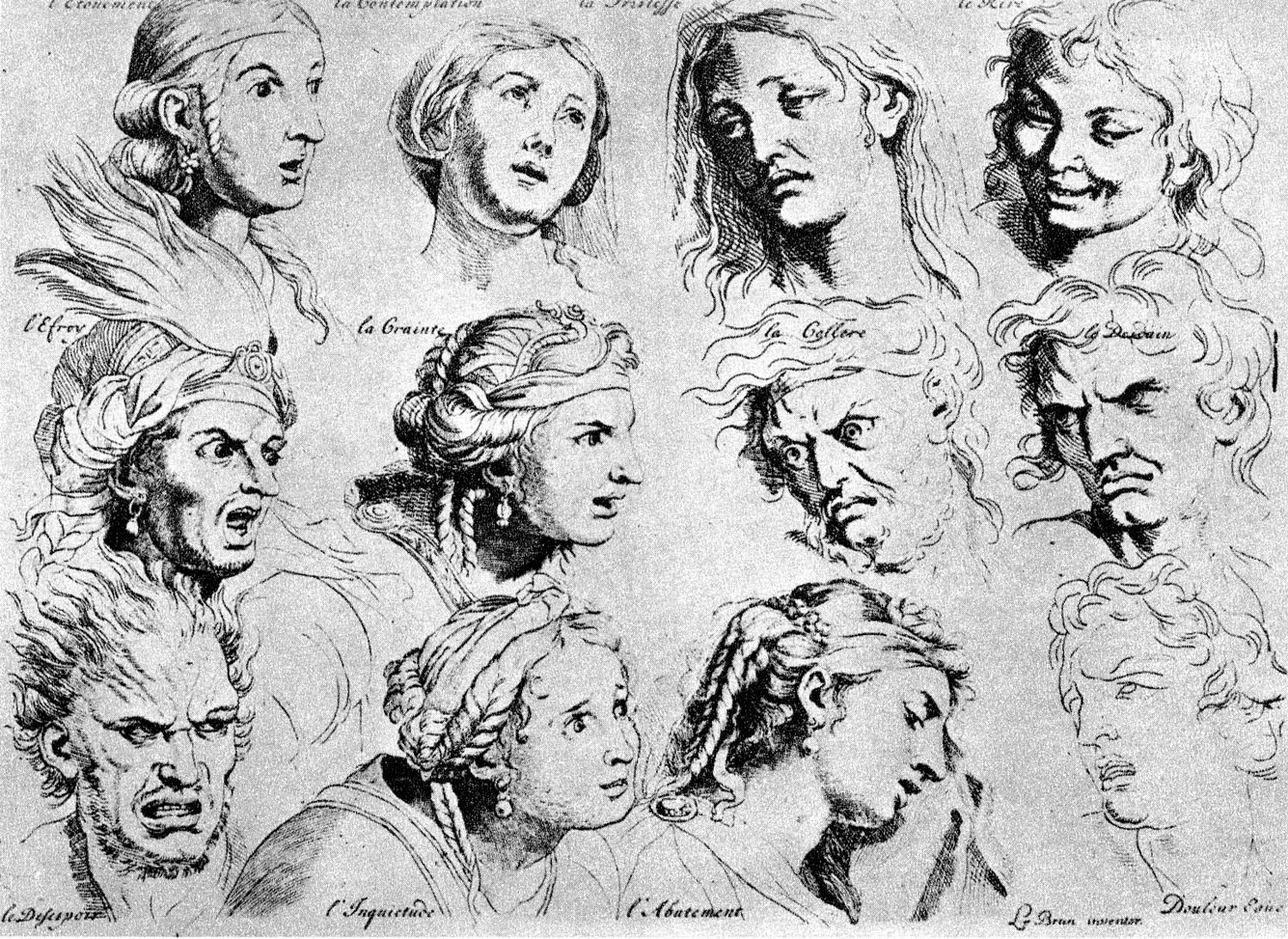
Différentes expressions du visage des passions humaines par Charles Le Brun
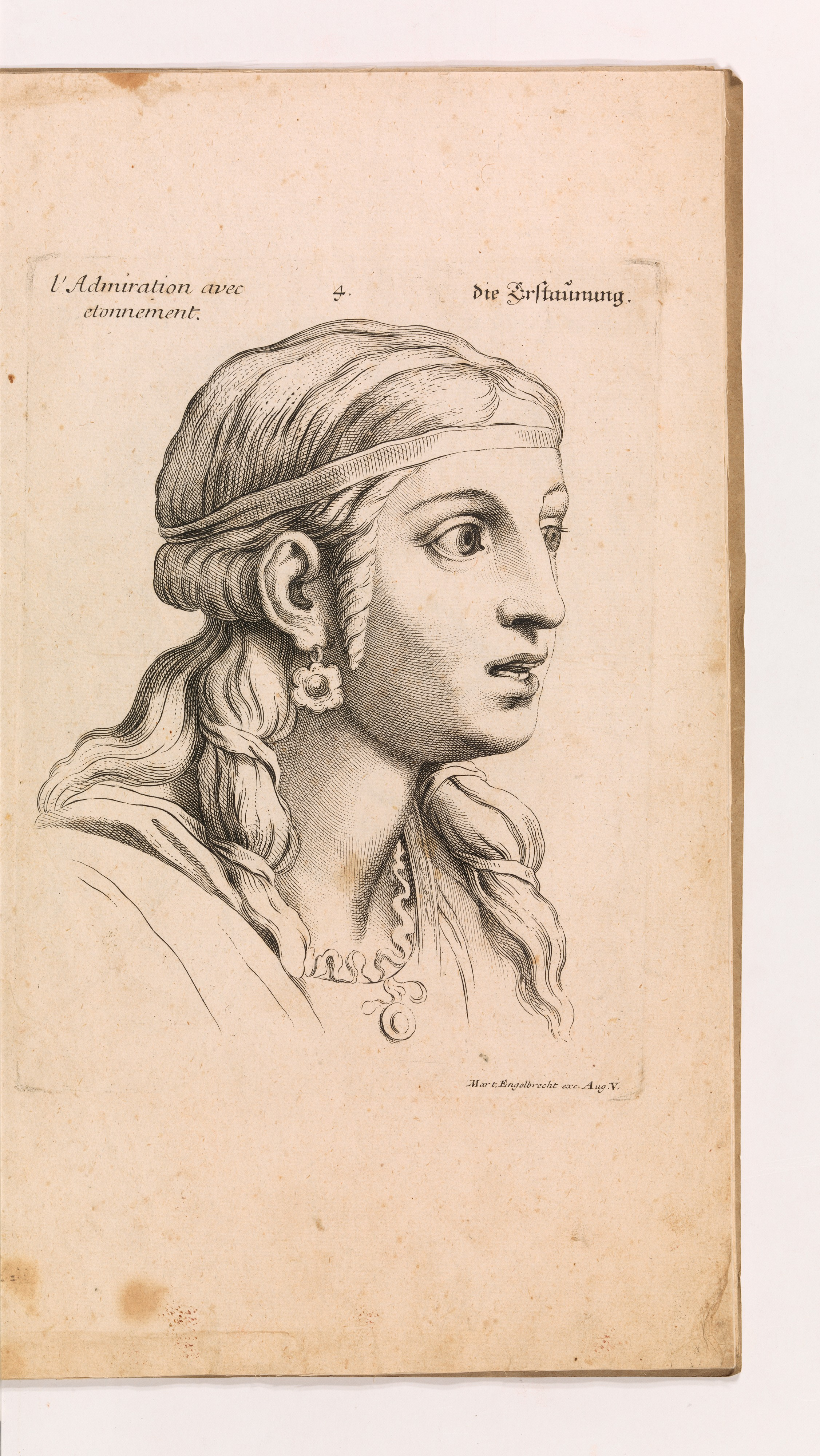
L'admiration avec étonnement
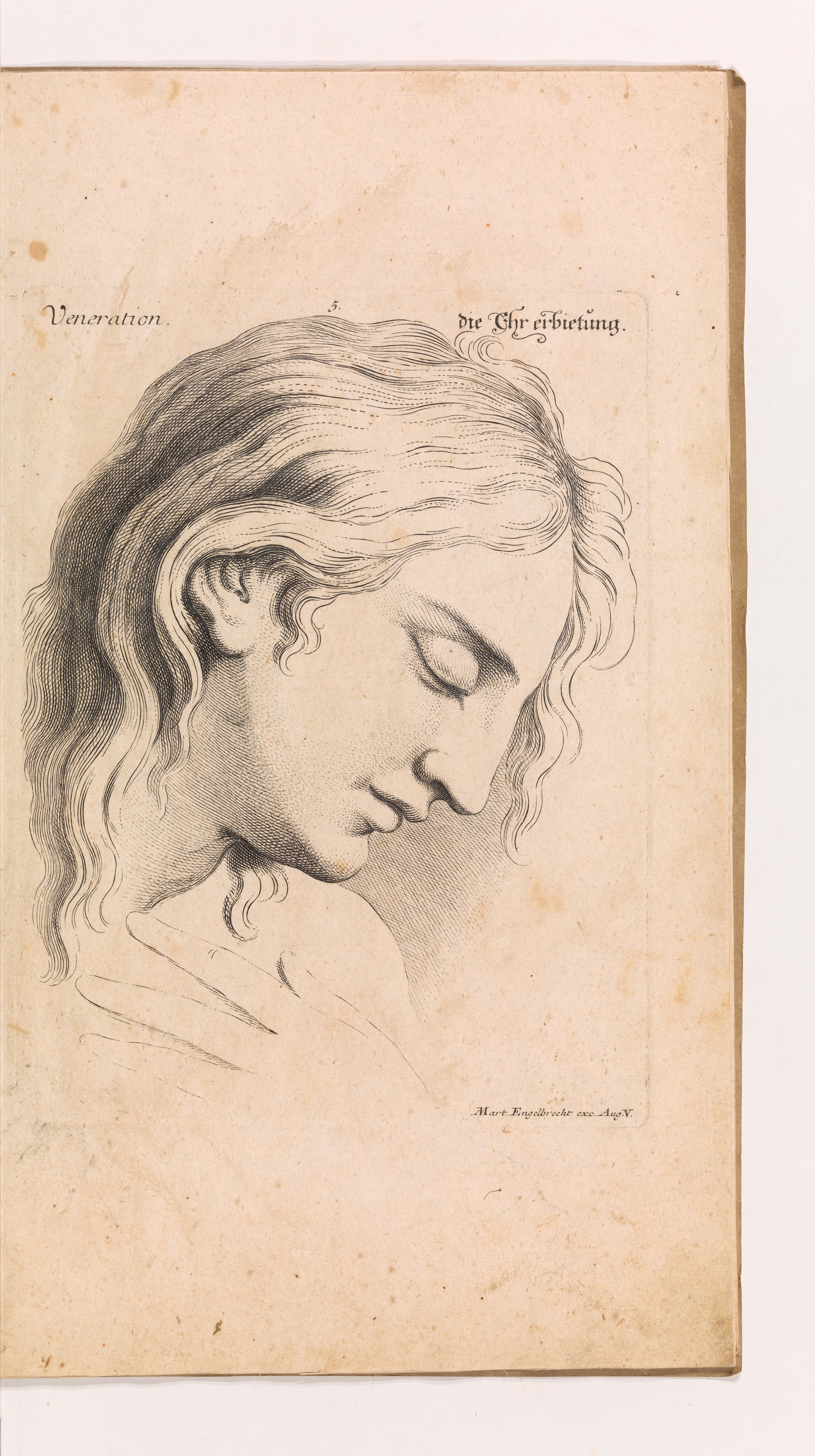
La vénération
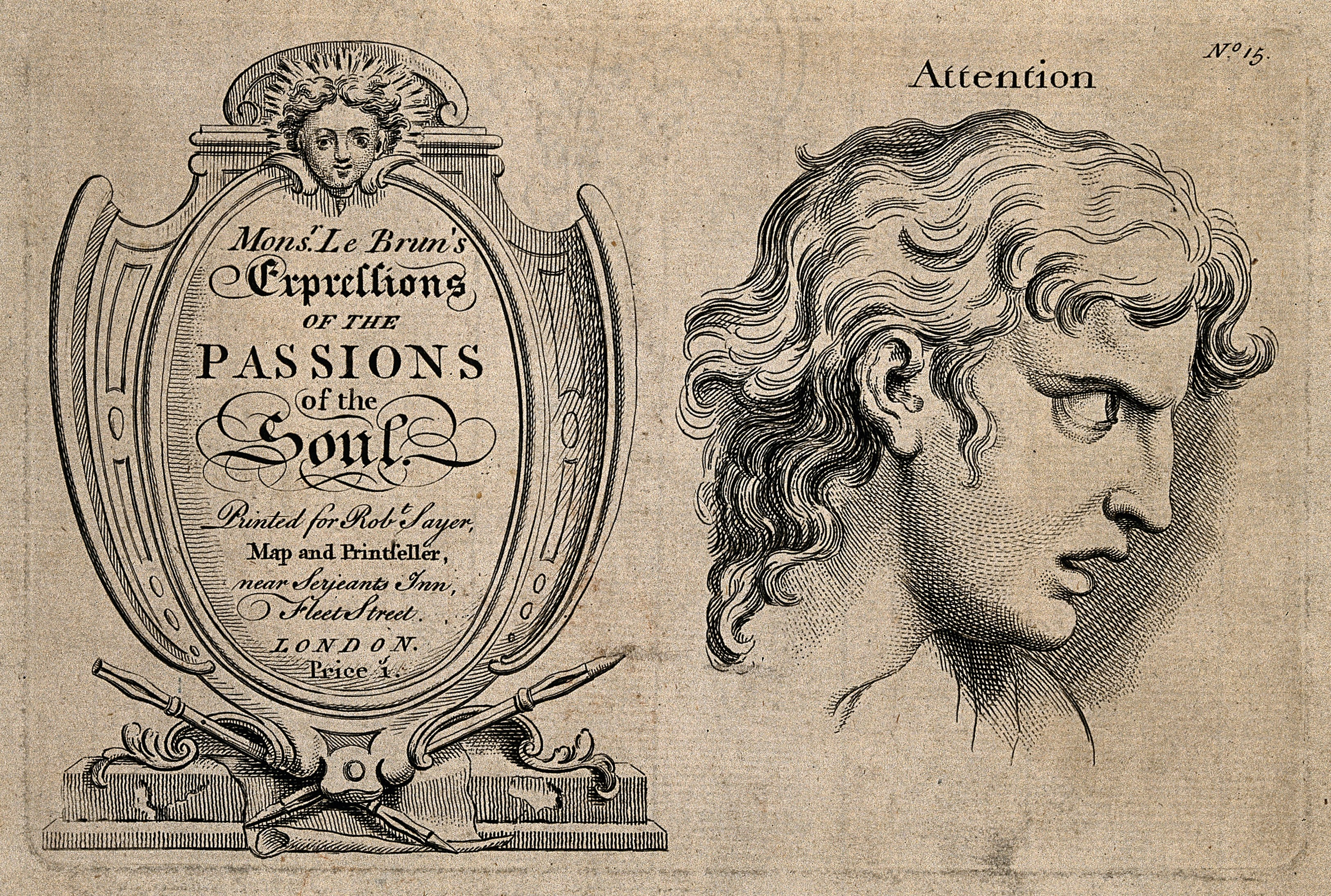
L'attention